# Abu Francis
Abu Francis (født d. 27. april 2001) er en ghanesisk professionel fodboldspiller, som spiller for den belgiske fodboldklub Cercle Brugge.

## Klubkarriere

### FC Nordsjælland
Francis begyndte med at spille hos Right to Dream akademiet i Ghana, før han i 2019 skiftede til akademiets samarbejdsklub FC Nordsjælland. Han debuterede for FCN den 14. juli 2019. Få dage senere annoncerede FCN at de havde skrevet en kontraktforlægelse med Francis frem til 2023.

### Cercle Brugge
Francis skiftede i august 2022 til Cercle Brugge.